# Willem Albarda (1821-1899)
Willem Albarda (Leeuwarden, 6 juli 1821 – Bad Cannstatt, 7 februari 1899) was een Nederlands jurist.

## Biografie
Albarda was lid van het juristen- en patriciaatsgeslacht Albarda en een zoon Tweede Kamerlid Binse Albarda (1796-1862) en Eldina Alegonda Asselina Geertsema (1793-1837). 
In 1839 startte Albarda aan de hogeschool te Groningen met een juridische studie. Hij promoveerde op 24 juni 1846. Twee jaar later werd hij substituut-griffier van de rechtbank van Leeuwarden, hetgeen hij tot 1858 bleef. Hierna ging hij aan de slag als substituut-officier en officier van justitie in Groningen. Hij trouwde in 1859 met Margaretha Henrietta Cox (1826-1891), onderwijzeres en directrice van het instituut voor jonge dames te Leeuwarden.
Naast zijn werk was hij actief als entomoloog en schilder.